# Friedrich Büttner (Landrat)
Friedrich Büttner (* 1886; † 1942) war ein deutscher Verwaltungsjurist und  von 1923 bis 1927 Landrat im Kreis Heilsberg der preußischen Provinz Ostpreußen. Von 1933 bis 1942 wirkte er als Vizeregierungspräsident in Allenstein.
Büttner war Mitglied der Zentrumspartei.